# سیارک ۵۵۷۵۹
سیارک ۵۵۷۵۹ (به انگلیسی: 55759 Erdmannsdorff، نامگذاری:1991XJ1) پنجاه و پنج هزار و هفتصد و پنجاه و نهمین سیارک کشف شده‌است که در ۱۰ دسامبر ۱۹۹۱ کشف شد.